# Thomas Dyke Acland (1752-1794)
Sir Thomas Dyke Acland, IX Baronetto (18 aprile 1752 – 17 maggio 1794) è stato un nobile inglese.

## Biografia
Era il secondo figlio di Sir Thomas Dyke Acland, e di sua moglie Elizabeth Dyke, figlia ed erede di Thomas Dyke. Frequentò l'Eton College e l'University College di Oxford.

## Carriera
Aveva la propensione ad indebitarsi, e così suo padre aveva evitato di lasciargli una grande somma di capitale che avrebbe potuto sperperare. Suo fratello maggiore era morto prima di poter succedere al padre e aveva lasciato un figlio neonato come erede del baronetto. 
Decise di abbandonare la residenza principale di famiglia per andare a vivere soprattutto a Holnicote e Highercombe, nei pressi di Dulverton, situata a nord e a sud della antica foresta reale di Exmoor, rinomata per le sue mandrie di Red Deer. La sua ospitalità per i suoi compagni cacciatori era leggendaria, come lo era stata quella di suo padre. Dal 1785 fino alla sua morte nel 1794 uccise 101 cervi, i cui capi e le corna di molti dei quali sono ancora esposti nelle scuderie di Holnicote. 
È succeduto a suo nipote di sette anni, Sir John Dyke Acland, VIII Baronetto come nono baronetto alla morte di quest'ultimo nell'aprile 1785. 
Il 4 agosto 1787 fu nominato capitano della North Devon Militia. Fu promosso a maggiore il 14 agosto 1790 e a tenente colonnello il 9 dicembre 1793.

## Matrimonio
Sposò, il 4 luglio 1785 a Barnes, Henrietta Anne Hoare (1765-2 settembre 1841), figlia di Sir Richard Hoare. Ebbero tre figli:
- Sir Thomas Dyke Acland (29 marzo 1787-22 luglio 1871);
- Hugh Dyke Acland (10 marzo 1791-24 marzo 1834), sposò Ellen Jane Woodhouse, ebbero un figlio;
- Charles Richard Acland (4 agosto 1793-23 aprile 1828), sposò Charlotte Frances Templer, non ebbero figli.

## Morte
Morì il 17 maggio 1794, essendosi ammalato durante un viaggio a Londra. Fu sepolto nella tomba di famiglia nella chiesa di Broadclyst, la chiesa parrocchiale di Killerton House. 